# Santa Vittoria d’Alba
Santa Vittoria d’Alba ist eine Gemeinde in der italienischen Provinz Cuneo (CN), Region Piemont.

## Lage und Einwohner
Santa Vittoria d’Alba liegt knapp 50 km nordöstlich von der Provinzhauptstadt Cuneo entfernt auf einem Hügel mit Roero- und das Tanaro-Tal. Das Gemeindegebiet umfasst eine Fläche von rund zehn km² und hat 2903 Einwohner (Stand 31. Dezember 2023). Zur Gemeinde gehören die fünf Fraktionen (Frazioni) Borgo, Case Nuove, Cinzano, Lussi und Villa.
Die Nachbargemeinden sind Bra, Monticello d’Alba, Pocapaglia, Roddi und Verduno.

## Geschichte

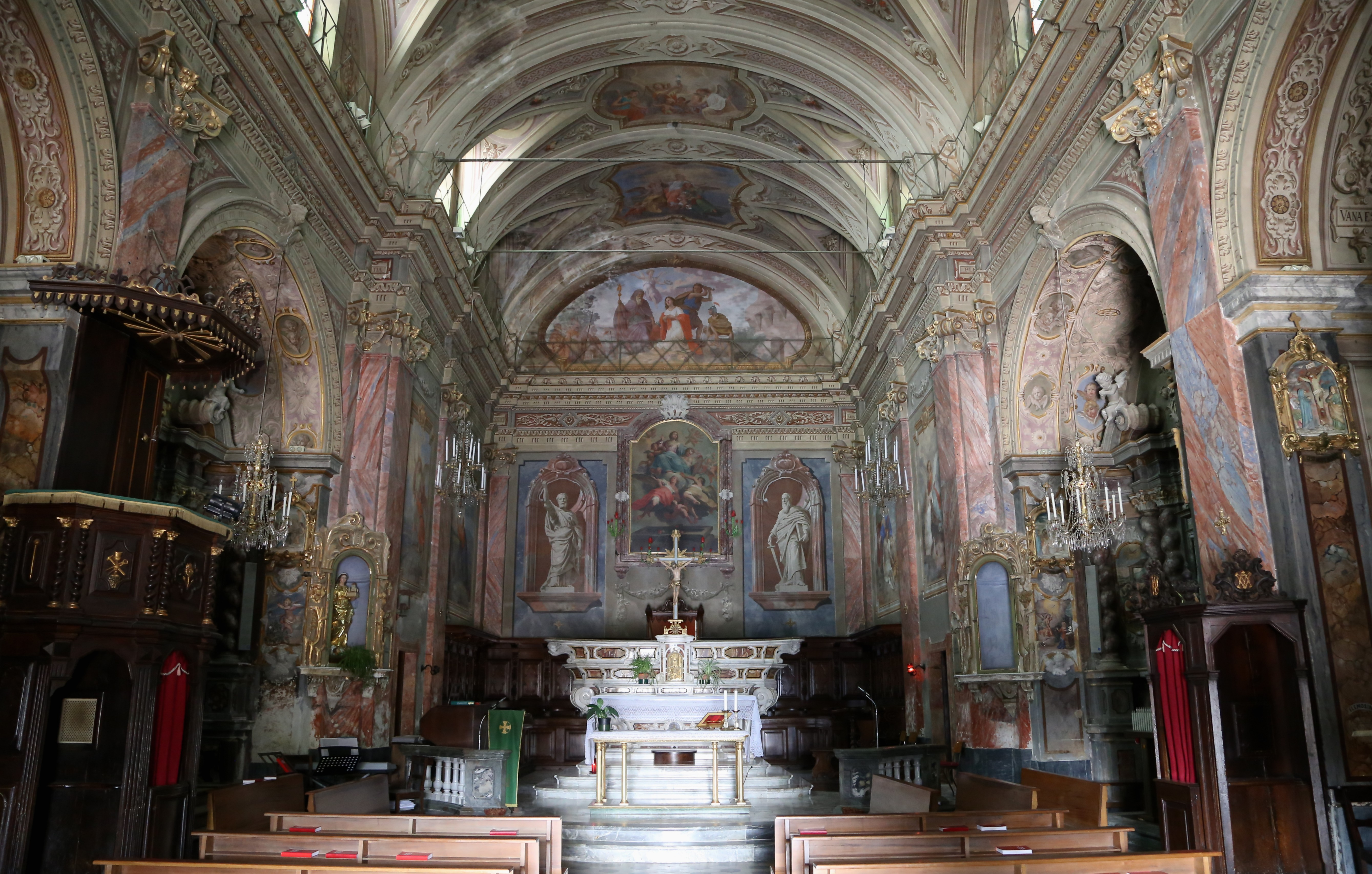
Maria Vergine Assunta

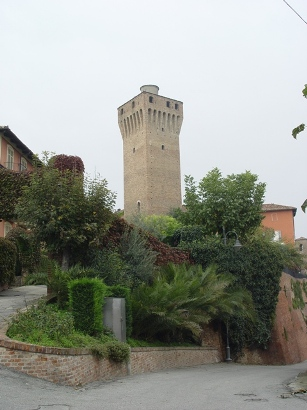
Castello

Wichtige archäologische Funde bezeugen, dass es bereits in prähistorischer Zeit und dann in der Römerzeit besiedelt war. Ihre jüngste Geschichte muss jedoch eng mit den Ereignissen der nahegelegenen Städte Alba und insbesondere des römischen Pollentia, dem heutigen Pollenzo, einer Ortschaft bei Bra, verbunden sein. Es ist sehr wahrscheinlich, dass die heutige Siedlung mit ihren Merkmalen eines mittelalterlichen Dorfes ab dem 6.–7. Jahrhundert den Zustrom römischer Dörfer verzeichnete, die zerstört wurden oder kurz vor der Zerstörung standen. 
Zur Herkunft des Namens gibt es drei Haupthypothesen. Die Bezugnahme auf das Martyrium des christlichen Heiligen, die alte Widmung an die heidnische Göttin Victoria, und eine Überlieferung besagt, dass die römische Armee unter der Führung von Stilicho auf ihrem Hügel den endgültigen Sieg über die Westgoten Alarichs errang.
Im Mittelalter konkurrierten die Gemeinden Alba und Asti, das Episkopat von Alba und dann die Viscontis um die Herrschaft und das Dorf wurde an verschiedene Familien belehnt. Aus historisch-architektonischer Sicht interessant ist die Pfarrkirche der Assunta, die sich in den barocken Linien des Umbaus aus dem 18. Jahrhundert präsentiert und in ihrem Inneren ein Altarbild beherbergt, das Macrino d'Alba zugeschrieben wird. Unter den religiösen Gebäuden ist die Kirche der Bruderschaft San Francesco erwähnenswert.
Das alte Dorf wird von der einst viel größeren Burg dominiert, die bereits im 11. Jahrhundert erbaut und dann mehrmals umgebaut und restauriert wurde. Der schöne hohe mittelalterliche Turm war ebenfalls Teil des Verteidigungssystems.

## Wein und Wermut
Santa Vittoria d’Alba liegt in der Region Roero und Teile der Rebflächen sind für den Wein gleichen Namens zugelassen. Die Muskateller-Rebe für den Asti Spumante, ein süßer DOCG-Schaumwein mit geringem Alkoholgehalt sowie für den Stillwein Moscato d’Asti wird hier ebenfalls angebaut.
Santa Vittoria d'Alba ist wegen der historischen Cinzano-Fabrik im gleichnamigen Weiler bekannt, wo Mitte des 19. Jahrhunderts die Produktionsstätte entstand.

## Gemeindepartnerschaft
- Vers-Pont-du-Gard, seit 1973